# Bordighera
Bordighera – miejscowość i gmina w północno-zachodnich Włoszech, w regionie Liguria, w prowincji Imperia. Miasto usytuowane jest na stokach Alp Liguryjskich, w pobliżu Monte Carlo i San Remo. Bordighera jest znanym ośrodkiem turystyczno-wypoczynkowym Riwiery Włoskiej, nad Morzem Liguryjskim. Rejon, w którym leży Bordighera, zwany jest potocznie Riwierą Kwiatową, a na północy miasta przebiega „kwiatowa autostrada” (autostrada dei fiori).
Miasto Bordighera styka się swoimi granicami z kilkoma innymi miasteczkami o podobnym charakterze.
Miasto dzieli się na dwie główne części: średniowieczną starówkę we wschodniej części oraz XIX-wieczne dzielnice położone na zachód od starówki.
Bordighera na niemal całym swoim brzegu posiada plaże. Są to plaże kamieniste, w większości płatne, dzierżawione przez hotele leżące naprzeciw. Najczęściej uczęszczaną przez mieszkańców i turystów ulicą jest Via Vittorio Emanuele II, jest to główna arteria miasta, łącząca nadmorskie miejscowości w zachodniej Ligurii.
Miasto ma również połączenia kolejowe m.in. z Genuą. Przy starówce znajduje się park miejski oraz mały port morski.
Według danych na rok 2004 gminę zamieszkiwało 10 136 osób, gęstość zaludnienia wynosi 1013,6 os./km².